# Lyxor Asset Management
Lyxor Asset Management fue fundada en 1998 y está formada por 2 filiales, Lyxor Asset Management y Lyxor International Asset Management, componentes del grupo Société Générale. Especialista europeo en gestión de activos y uno de los líderes en ETF, el Grupo Lyxor ofrece soluciones de inversión desde 1998.
Lyxor Asset Management es una subsidiaria de Société Générale.